# Hohenthurn
Hohenthurn (eslovè Straja vas) és un municipi austríac, dins de l'estat de Caríntia. L'any 2007 tenia 828 habitants. Limita amb els municipis de Nötsch im Gailtal al nord, Malborghetto Valbruna al sud-oest, Feistritz an der Gail a l'oest, Arnoldstein a l'est, i Tarvisio al sud. La minoria eslovena suposa el 8,3% de la població.

## Divisió administrativa
Es divideix en sis Ortschaften:
- Achomitz (Zahomc), 106 habitants (2001)
- Draschitz (Drašče), 215
- Dreulach (Drevlje), 130
- Göriach (Gorje), 96
- Hohenthurn (Straja vas), 211
- Stossau, 99

## Administració
| Període | Identitat           | Partit |
| ------- | ------------------- | ------ |
| 2004-   | Florian Tschinderle | ÖVP    |

L'ajuntament és compost d'11 regidors dels partits.
- 6 ÖVP
- 2 SPÖ
- 2 WG/VS
- 1 BZÖ

| edit | Municipis de Villach-Land | Bandera de Caríntia |
| \| \| Afritz am See \\| Arnoldstein \\| Arriach \\| Bad Bleiberg \\| Feistritz an der Gail \\| Feld am See \\| Ferndorf \\| Finkenstein am Faaker See \\| Fresach \\| Hohenthurn \\| Nötsch im Gailtal \\| Paternion \\| Rosegg \\| St. Jakob im Rosental \\| Stockenboi \\| Treffen am Ossiacher See \\| Velden am Wörther See \\| Weißenstein \\| Wernberg \| | |                     |
| Mapa de Villach-Land | Afritz am See \| Arnoldstein \| Arriach \| Bad Bleiberg \| Feistritz an der Gail \| Feld am See \| Ferndorf \| Finkenstein am Faaker See \| Fresach \| Hohenthurn \| Nötsch im Gailtal \| Paternion \| Rosegg \| St. Jakob im Rosental \| Stockenboi \| Treffen am Ossiacher See \| Velden am Wörther See \| Weißenstein \| Wernberg |                     |